# Friend is a Four Letter Word
Friend is a Four Letter Word – singel zespołu Cake, ostatni singel promujący album Fashion Nugget wydany w roku 1998.

## Spis utworów
1. "Friend Is A Four Letter Word" – 3:17
2. "Daria" – 3:44
3. "Never Gonna Give You Up" (Remix) – 3:48